# 레이노 (캄파니아주)
레이노(이탈리아어: Reino)는 이탈리아 캄파니아주 베네벤토도의 코무네다. 나폴리로부터 북동쪽 70km 베네벤토로부터 북쪽 15km 거리에 있다.